# 鋤頭博士
《鋤頭博士》是中國電視公司（中視）20週年台慶紀念八點檔連續劇，製作單位是映畫傳播，1989年10月2日首播，1989年11月17日播畢，共35集。

## 概要
《鋤頭博士》場景以台灣糖業鐵路烏樹林線為主，敘述中學放牛班老師與中學放牛班學生的故事，主要演員有寇世勳、方文琳、涂善妮等，劇名由書法家王軼猛題字。寇世勳飾演的男主角趙東山是一個年輕、有理想、有抱負的中學老師，在民國58年（1969年，與中視開播同年）來到台灣南部一個鄉下小鎮的「恕人中學」擔任訓導主任，管教放牛班「二年恥班」，也和方文琳飾演的二年恥班導師徐秀媚有一段愛情故事。該劇主題曲是方文琳演唱的《給你我最深的愛》，片尾曲則是張鎬哲演唱的《北風》。為了慶祝中視20週年台慶，《給你我最深的愛》的前兩句歌詞「晶晶、晶晶、亮晶晶，像天邊的一顆明星」是改編自中視第一部連續劇《晶晶》的主題曲前兩句歌詞，以致敬《晶晶》。
《鋤頭博士》曾經借用台灣糖業公司烏樹林糖廠拍戲。映畫傳播赴烏樹林糖廠勘景時，《鋤頭博士》導演何東興一看就中意，因為烏樹林糖廠頗符合劇中時代背景，而且因廢棄多年而呈現一片荒涼、懷舊的氣氛。《鋤頭博士》是何東興執導的第一部鄉土劇。
映畫傳播原本規劃陳家昱、袁瓊瓊與張龍光共同擔任《鋤頭博士》的編劇，陳家昱負責第1至10集，袁瓊瓊負責第10至20集，張龍光負責第20集以後；但1989年10月下旬，改為只用陳家昱的劇本。依據陳家昱的自述，該劇的故事背景是在她的靈機一動之下，利用她家旁邊的農業保留區借景拍攝的。「鈴鹿學苑」的禹富若負責《鋤頭博士》的服裝造型，通常她都會在錄影現場隨時幫演員修正服裝，或提供意見給演員；為了張羅方文琳、涂善妮等人的服裝，她經常走遍大街小巷尋找適合的材料，自己縫製服裝。禹富若的「手下大將」李秀英負責《鋤頭博士》的服裝造型設計，大部分衣服都是她親自挑選衣料、親自挑選配件、親自縫製。
中視曾在1992年及1998年重播《鋤頭博士》。2009年9月28日至10月15日，中視與台灣《新浪網》以兩個星期合辦中視40週年台慶網路投票活動「中視40周年經典戲劇票選」，《鋤頭博士》未入選前三名（該項活動只取第一名的戲劇節目來重播，而最後獲得第一名的是《浴火鳳凰》）；但為了順應觀眾意願，2009年11月2日起，中視無線台安排在每週一至週四22:00～23:00重播《鋤頭博士》；惟播出不久後收視率低迷不振，故2009年12月7日起改至中視綜藝台繼續播出（時段同為22:00-23:00，亦把播出日改為每週一至週五，每週共播出五天），播至2009年12月25日結束。
2016年9月11日至11月30日，YouTube頻道「台灣經典戲劇」（今「中視經典戲劇」）發布《鋤頭博士》中視官方完整版，但刪除首播時安排在方文琳開始唱「晶晶、晶晶、亮晶晶」之前顯示的「中視20週年獻禮」與劇名加集數。

## 角色列表

### 主要人物
| 演員   | 角色/年齡 | 暱稱/職業/介紹 | 登場集數                    |
| 寇世勳 | 趙東山    | 恕人中學訓導主任 以前曾是太保學生，最後被呂訓導主任救回正途，從台北市被調來恕人中學，年輕、有理想、有抱負。他最初以嚴厲的方式管教二年恥班學生，卻總是引起學生反彈，被學生取了綽號「秦始皇」；他由此深諳青少年的心理，而他也曾經年輕過、荒唐過，故改以過來人的經驗啟發二年恥班學生。他在恕人中學校園裡發現一片荒地，決定開墾它，於是每日扛著鋤頭去墾荒，故被學生取了綽號「鋤頭」。 | 全劇                        |
| 方文琳 | 徐秀媚    | 恕人中學二年恥班導師 主張以愛的教育感化學生，從未約束或處罰學生，而是鼓勵學生向善；但學生都不領情，還給她取了綽號「麻糬」，諷刺她個性軟弱、毫無主張。她不同意趙東山的嚴厲管教方式，常與趙東山因管教方式而起爭論，最後與東山結婚。 | 第1集~第20集、第22集~第35集 |
| 宋少卿 | 吳仰賢    | 恕人中學二年恥班班長，最後成為恕人中學校長 他喜歡個性和他一樣叛逆的陳秋滿，有一段時間與秋滿交往。與秋滿一起蹺家，兩人在一個雷電交加的夜晚發生性行為；性行為後，他因害怕而逃跑，秋滿得知後很不高興。秋滿意外身亡後，他一度非常難過、意志消沉，在老師與同學的鼓勵下重新振作起來。大學畢業後，遠赴美國深造；學成歸國後，與娃娃成為一對情侶。                                         | 第1集~第25集、第28集~第35集 |
| 李明依 | 陳秋滿    | 陳秋離的妹妹 恕人中學二年恥班學生 曾因報導的事怕被人指指點點而一度決定想辦退學，有一段時間跟吳仰賢交往。夜來香茶室遭人放火後，為了救外甥女阿美（於第6集秋滿曾提起她的名字，也是陳秋離的女兒）而被燒死。 | 第1集~第25集                |
| 況明潔 | 蔡麗娟    | 馬蚤(班上同學所取) 恕人中學二年恥班學生 曾暗戀趙東山，也曾跑去台北當歌星，藝名「惠紅」。之後聽從東山說的話，決定先完成學業。後來與杜家福成為夫妻，並且生下二男一女。 | 全劇                        |
| 屈中恆 | 杜家福    | 杜妹妹 恕人中學二年恥班學生 家中有兩個姐姐、兩個妹妹，家裡開食用油店「川美香油行」。只要遇到自己不利的情況，就會說「我想上廁所」來逃避，卻沒用。後來考上空軍官校，並與蔡麗娟成為夫妻。 | 全劇                        |
| 吳鈴山 | 林增堃    | 大鞦韆 恕人中學二年恥班副班長 家中有7位小孩，排名老大。經過一學期的努力，放寒假前拿到成績單發現只有數學不及格，秀媚就跟班上同學說增堃這樣的表現是有志者事竟成。曾一度去台北打工，後來出家為僧，被賜名「如晤」，法號「空空」。 | 第1集~第31集、第33集~第35集 |
| 楊少文 | 鍾泛亞    | 恕人中學二年恥班學生 綽號「番鴨」，也被娃娃說過他是番鴨大王。要去台北比賽前，把自己的哥哥一些服裝給仰賢、家福、增堃來穿。後來考上畜牧系。 | 全劇                        |

### 徐家/仁濟診所
- 鎮上唯一的診所

| 演員   | 角色/年齡 | 暱稱/關係/職業 | 登場集數                             | 现况 |
| 方文琳 | 徐秀媚    | 仁濟診所的老板（15集起） 詳見主角 |                                      |      |
| 易原   | 阿峰      | 仁濟診所前老板兼前主治醫生 徐秀媚的父親，於第10集因心臟病發而死                                                                       | 第1集~第10集                         |      |
| 林秀君 | 靜子      | 日本人 徐秀媚的母親，真的喜歡的人其實是何父，當時想回到名古屋，何父就決定跟她一起回日本，在臨死前希望回到自己的家，於是跟何父一起回來 | 第1集~第14集、第34集                 |      |
| 謝屏楠 | 黃天頌    | 接替徐父成為仁濟診所主治醫生 詳見黃家                                                                                                 | 第15集~第20集、第22集、第26集~第35集 |      |

### 陳家/夜來香茶室
- 第25集被人縱火燒掉
- 最後重建為孤兒院，由陳秋離及楊娃娃管理

| 演員   | 角色/年齡 | 暱稱/關係/職業 | 登場集數                                                                                       | 现况 |
| 李明依 | 陳秋滿    | 詳見主角 |                                                                                                |      |
| 高鳴   | 大肚仔    | 與文卿一同管理夜來香茶室 文卿第二任丈夫，陳秋滿與陳秋離的繼父。因為檳榔王一直想找趙東山、陳秋滿等人的麻煩，曾打算重出江湖。最常說的一句話是「一切都會變好的」。 | 第2集~第14集、第16集、第19集、第21集、第23集~第35集                                            |      |
| 李靜美 | 文卿      | 與大肚仔一同管理夜來香茶室 陳秋滿與陳秋離的母親。看到秋滿被燒死後徹底崩潰，之後看到娃娃打扮很像秋滿而誤認她為秋滿，而且要將被燒掉的茶室重建成孤兒院 | 第1集~第14集、第16集、第18集~第19集、第21集~第35集                                             |      |
|        | 陳父      | 被仇家所殺，這件事秋滿曾跟秀媚提起過 | 只在劇情中提起，不會登場                                                                       |      |
| 丁華寵 | 阿猴      | 大肚仔的手下 後期轉任陳秋離的助理，最後與秋離成為夫妻。 | 第1集~第4集、第6集~第7集、第11集~第12集、第16集、第19集、第21集、第25集、第27集、第30集~第35集 |      |
| 張正藍 | 陳秋離    | 露露 陳秋滿的姐姐 14年前離家北上討生活，但學歷不夠高，只能加入幫派。她講義氣，被尊為「大姊頭」。 在台北討生活時曾被老富翁包養一段時間，因此家財萬貫。 曾請東山幫她捐新台幣十萬元給恕人中學改善設備與環境。知道秋滿被燒死後趕回南部，本來打算回北部，但實際上是想待在南部，一方面要阻止明真的計畫，而且還要實現自己的願望，並多次匿名捐款給恕人中學，於是校長邀請她來圖書館破土動工典禮。最後與阿猴成為夫妻。 | 第22集~第23集、第25集~第35集                                                                   |      |
|        | 阿美      | 陳秋離的女兒 | 第2集、第6集、第21集~第22集、第24集~第25集、第28集~第30集                                      |      |
|        | 阿彬      | 大肚仔的手下 | 第18集                                                                                         |      |
|        | 阿文      | 大肚仔的手下 告訴秋滿說夜來香茶室被人放火燒掉 | 第25集                                                                                         |      |

### 吳家
| 演員   | 角色/年齡 | 暱稱/關係/職業 | 登場集數                                                                               | 现况 |
| 宋少卿 | 吳仰賢    | 詳見主角 |                                                                                        |      |
| 崔福生 | 吳父      | 鎮上的警察局長 吳仰賢的父親，不認同仰賢跟秋滿交往，認為仰賢一直不學好，想把帶他到感化院但又不忍心，於是就找東山一起幫忙如何讓仰賢變好，於是決定裝做被仰賢氣到中風，結果還是被麗娟說溜嘴讓仰賢知道，最後為了逮捕幾位少年歹徒，而且他們又拒捕的情況下被槍殺 | 第2集~第5集、第7集~第13集、第15集、第19集、第24集~第26集、第28集~第29集、第34集~第35集 |      |

### 蔡家/金山嫂雜貨店
- 鎮上唯一的雜貨店

| 演員   | 角色/年齡 | 暱稱/關係/職業                    | 登場集數                                                                                      | 现况 |
| 況明潔 | 蔡麗娟    | 詳見主角                          |                                                                                               |      |
| 吳佳姍 | 金山嫂    | 金山嫂雜貨店的老闆娘 蔡麗娟的母親 | 第1集~第6集、第8集~第14集、第16集~第18集、第25集(只有講電話時的聲音，並未登場)~第32集、第35集 |      |
|        | 蔡金山    | 職業是船長 蔡麗娟的父親           | 只在劇情中提起，不會登場                                                                      |      |
|        | 大毛      | 麗娟的兒子                        | 第35集                                                                                        |      |
|        | 二毛      | 麗娟的兒子                        | 第35集                                                                                        |      |

### 呂家
| 演員   | 角色/年齡 | 暱稱/關係/職業 | 登場集數                                    | 现况 |
|        | 呂父      | 曾是趙東山的訓導主任 | 只在劇情中提起，不會登場                    |      |
| 涂善妮 | 呂明真    | 外表善解人意，實際工於心計、心如蛇蠍、善妒心狠——只要有女孩子接近趙東山，就會對她們有敵意，並會不擇手段對付她們 曾是趙東山的未婚妻，後因小葉事件被其發現自己的真面目而取消訂婚。檳榔王放的謠言「趙東山強暴陳秋滿」傳遍全鎮時，她來到鎮內，四處打聽，送許多禮物給金山嫂，想問得東山的真實情況。自從知道東山喜歡秀媚後，一直把秀媚視為眼中釘。曾因為知道東山要帶同學們去台北比賽，決定把家借給他們住；之後得知東山不帶同學們住她家而受到打擊，然後自殺，所幸到了診所被天頌救回來。後利用天頌的軟肋（其精神病患者及娃娃的由來）威迫與其暗中攻擊東山及秀媚，以得到東山。最後良心發現並改邪歸正，跟黃天頌成為一對情侶。 | 第10集~第14集、第16集~第32集、第34集~第35集 |      |

### 何家
| 演員   | 角色/年齡 | 暱稱/關係/職業 | 登場集數                          | 现况 |
| 鄭進二 | 何光啟    | 小開(於第7集時自稱) 暗戀徐秀媚。得知趙東山也喜歡徐秀媚，而討厭東山。徐秀媚被綁架時，他為了拯救秀媚而被檳榔王所殺。        | 第1集~第11集、第13集~第14集       |      |
| 汪強   | 阿泰      | 日本人 何光啟的父親，從以前就喜歡徐母，最後徐母決定想回到名古屋就決定一起回日本，因徐母臨死前希望想回自己的家而一起回來。 | 第4集~第6集、第8集~第15集、第34集 |      |

### 黃家
| 演員   | 角色/年齡 | 暱稱/關係/職業 | 登場集數                                                 | 现况 |
| 龍天翔 | 檳榔王    | 鎮內的流氓 黃天頌的兄長，為了栽培天頌而選擇走江湖路，前科累累，被警方通緝中。趙東山一直想幫助警方逮捕他，兩人因此結下樑子。他得知吳仰賢與陳秋滿發生性行為之後，立刻放謠言說「趙東山強暴陳秋滿」，想讓趙東山離鎮。最後為保護黃天頌被警方擊斃。 | 第3集~第6集、第8集、第13集~第14集、第18集、第23集~第26集 |      |
| 謝屏楠 | 黃天頌    | 檳榔王的弟弟 患有精神分裂症（劇中只有呂明真得知此事），從醫學院畢業，待在台北十多年。寄信到濟仁診所應徵醫師前，曾當過一年的住院醫師，因為不能適應大醫院制度才決定來這。為了替哥哥報仇，想利用娃娃來陷害東山。知道娃娃跑掉被抓回時，叫瞎子把娃娃賣到夜來香茶室，卻不知道計畫失敗。一度喜歡秀媚。後來良心發現，一度終止復仇計畫，不料被呂明真得知其軟肋而被其威迫繼續復仇。最後感化呂明真，並與呂明真成為一對情侶。 | 第15集~第20集、第22集、第26集~第35集                     |      |

### 恕人中學
- 鎮上有名的太保學校，其中二年恥班更是有名的放牛班

| 演員   | 角色/年齡 | 暱稱/關係/職業 | 登場集數                                                                  | 现况 |
| 陳淑麗 | 烏教官    | 恕人中學教官 平常會看學生的頭髮是否過長，只要未達標準就說要依校規處罰。曾為了不讓校長開除趙東山，而對校長說，若要開除趙東山，就連她也一同開除。後期她無法忍受趙東山與二年恥班學生頻頻出狀況，申請調職到台北有名的女子學校。                                                         | 第1集~第3集、第6集、第8集~第16集                                          |      |
| 南俊   | 吔校長    | 恕人中學校長 是老張來了恕人中學之後的新校長。於後期退休，由吳仰賢接任校長職位。 | 第1集、第10集~第12集、第15集~第16集、第27集~第28集、第31集、第33集~第35集 |      |
| 王瑞   | 老張      | 恕人中學校工 來到恕人中學已15年。剛來時30多歲並教學生寫書法，而且對國文、史地樣樣精通，之後被人嫉妒以及被說壞話；最後錢校長接任校長，將他貶為校工。曾為了不讓校長開除趙東山，而對校長說，若要開除趙東山的話，就連他也一同開除。                                                     | 第1集~第3集、第5集~第7集、第9集~第16集、第27集                            |      |
| 比莉   | 馬組長    | 恕人中學訓育組長 有潔癖，接替烏教官的職務。趙東山曾聽說過她的傳聞：以前任職學校的學生稱她為「小李飛刀」，又稱「笑裏飛刀」。後期被仰賢等人不齒其行為，稱她為「馬組」。 | 第27集~第35集                                                             |      |
|        | 黃玲玲    | 恕人中學二年恥班學生 | 第14集                                                                    |      |
|        | 李麗花    | 恕人中學二年恥班學生 | 第14集                                                                    |      |
|        | 許嘉麗    | 恕人中學二年恥班學生 | 第14集                                                                    |      |
|        | 江玲玲    | 恕人中學二年恥班學生 | 第14集                                                                    |      |
|        | 楊玲花    | 恕人中學二年恥班學生 有一位哥哥。在操場上課時，因為覺得想吐而昏倒，被同學送到醫務室；之後到了濟仁診所給天頌看診，發現是小產。 | 第15集~第16集、第18集                                                     |      |
| 張辰   | 楊娃娃    | 恕人中學二年恥班學生 是一名孤女。被養母透過人口販子賣入應召站，被黃天頌從綠燈戶贖回並領養以陷害趙東山。但因為心地善良，不忍陷害趙東山，始終沒有按照黃天頌的指示進行復仇計畫，還差點被賣到夜來香茶室；後來被趙東山等人所救而從良，並安排進入恕人中學就讀。後來與吳仰賢成為一對情侶。 | 第17集~第35集                                                             |      |
|        | 阿歪      | 恕人中學二年恥班學生 | 第25集                                                                    |      |
|        | 小胖      | 恕人中學二年恥班學生 | 第25集                                                                    |      |
|        | 卞秘書    | 恕人中學校長請來的女秘書 | 第27集、第33集~第34集                                                     |      |

### 其他角色
| 演員 | 角色/年齡    | 暱稱/關係/職業 | 登場集數                             | 现况 |
|      | 鐵齒         | 大肚仔的手下，被大肚仔懷疑是否叛變。最後承認聽從檳榔王指使陷害趙東山，被警方逮捕。 | 第11集~第12集                        |      |
|      | 長腳         | 大肚仔的手下，被大肚仔懷疑是否叛變。最後承認聽從檳榔王指使陷害趙東山，被警方逮捕。 | 第11集~第12集                        |      |
|      | 阿霞         | 夜來香茶室的茶室女，曾跟檳榔王在一起。於第13集聽從檳榔王指使，回到夜來香茶室打聽消息。 | 第13集~第14集、第16集                |      |
|      | 小葉         | 趙東山在大四時當家教所教的高三學生，是乖巧文靜的女學生。因為她對東山有點好感，明真知道後不開心，並動起歪脑筋──趁她在5樓宿舍上課時，在所有人面前辱罵她，以令她知難而退。最後受不了明真的辱罵，往宿舍窗外跳下去。 | 只在劇情中提起，不會登場             |      |
|      | 殺豬的       | 是檳榔王最重要的心腹。 | 第12集~第14集                        |      |
|      | 龍老大       | 是大肚仔敬仰的大哥。 | 第11集                               |      |
|      | 警官         | 接到金山嫂打電話報案說有人在店內打架而趕到。 | 第3集、第14集                        |      |
|      | 老闆娘       | 華宮旅社的老闆娘。 | 第17集~第25集                        |      |
|      | 王幹事       | 到旅社一段時間後邀趙東山一起去逛街。 | 第17集、第19集~第20集、第24集~第25集 |      |
|      | 瞎子         | 按摩的 是黃天頌找來幫忙監視娃娃的盲人按摩師，實際上是裝瞎的。被仰賢等人發現後被跟蹤，也被找到娃娃被抓走的地方。                                                                                                 | 第18集~第22集、第24集~第27集         |      |
| 楊雄 | 大熊         | 大熊隊的教練。 | 第17集~第19集、第23集、第25集        |      |
|      | 院長         | 明真到天頌曾待過的醫院來詢問他，了解天頌的事。 | 第22集                               |      |
|      | 蘇經理       | 餐廳經理。覺得麗娟唱歌很精采，想請她到餐廳來駐唱。 | 第23集~第24集、第30集~第31集         |      |
|      | 服務生       | 餐廳服務生，負責幫趙東山等人點餐。 | 第21集、第28集、第31集               |      |
|      | 水果攤老闆娘 | 秋離買了水梨後，詢問她大肚仔與文卿的下落；結果她不知道，並說找金山嫂才比較清楚。 | 第27集                               |      |
|      | 領班         | 餐廳領班。增堃與金山嫂各自來餐廳找他，說要找蘇經理。 | 第28集                               |      |
|      | 華老闆       | 大勝企業公司的小開，欣賞麗娟唱歌。一度想邀麗娟吃消夜，但最後麗娟不會唱別的客人指定的歌曲而離開。 | 第31集                               |      |
|      | 李太太       | 因麗娟跟金山嫂去台北，被拜託來看管雜貨店。 | 第32集                               |      |
|      | 鎮長         | 應恕人中學校長邀請參加圖書館破土動工典禮。 | 第34集                               |      |

## 工作人員
- 製作人：郭建宏、郭宏亮
- 導演：何東興[12]
- 副導演：何九明、劉桃君
- 編劇：陳家昱
- 編審：蔣子安
- 策劃：張朝晟
- 外景攝影：劉俊發、郭憲成
- 外景燈光：曹俊靜、潘震宇
- 剪輯：鄭錦棠
- 片頭題字：王軼猛
- 造型：禹富若
- 節目助理：黃慶民、李亮光、郭宗喜
- 導播：鍾世樺[12]

## 海報
中視為《鋤頭博士》設計宣傳海報，請專人攝影，成品即是《鋤頭博士》首播時的節目名稱字卡所用的底圖。攝影當天，中視安排一個攝影棚供攝影用，映畫傳播向農家借來黃牛、雞、鴨、小豬、鳳梨、香蕉、冬瓜、牛車等，佈置成農村場景。寇世勳穿著博士服，刻意將雙腳沾滿泥巴，手持鋤頭，象徵其飾演的趙東山如墾荒般教育學生。方文琳穿著學士服，依偎在寇世勳身旁。李明依、楊少文、屈中恆、宋少卿與吳鈴山各自穿著學士服，手持農作物。在寇世勳右腳旁的男童，穿著學士服，戴眼鏡，是導演李岳峰的小兒子李怡慶。

## 外部連結
- 中視40週年台慶《鋤頭博士》官方網站[]
- 《鋤頭博士》第七集片頭 （页面存档备份，存于）（摘自YouTube中視官方頻道）